# Zelotes solstitialis
Zelotes solstitialis este o specie de păianjeni din genul Zelotes, familia Gnaphosidae, descrisă de Levy, 1998. Conform Catalogue of Life specia Zelotes solstitialis nu are subspecii cunoscute.